# Valter Lavitola
Valter Lavitola (né le 16 juin 1966 à Salerne) est un homme d'affaires italien, qualifié de « faccendiere » au profit de Silvio Berlusconi qui le traitait en ami. Pour échapper à la justice italienne, il s'était réfugié au Panama, avant de se rendre finalement à la justice le 15 avril 2012 en rentrant chez lui.

## Biographie
Valter Lavitola est le propriétaire du quotidien Avanti!. Il entre au Parti socialiste italien en 1984 pour soutenir Bettino Craxi. Il rencontre Berlusconi vers 1995 en cherchant à devenir parlementaire. 
Engagé dans le secteur des pêches en Amérique du Sud, il devient propriétaire de L'Avanti! en 1996. Quand le quotidien reprend sa publication, le 16 janvier 2003, Lavitola le dirige. Bobo Craxi déclarera que ce quotidien de Lavitola est seulement une feuille de chou d'espionnage politique. 
Candidat lors des élections européennes de 2004 pour Forza Italia, il n'est pas élu (circonscription méridionale). 
En 2008, de nouveau candidat, Niccolò Ghedini et Gianni Letta bloquent sa candidature. En septembre 2011, il est mis en examen par le procureur de Naples pour extorsion à Silvio Berlusconi, en même temps que l'entrepreneur Giampaolo Tarantini. À la suite de cette enquête, son rôle de « faccendiere », à un niveau international, a été mis en évidence, notamment avec Finmeccanica. Il est suspendu de l'Ordre des journalistes. Il aurait reçu 500 000 € de Berlusconi au profit de Tarantini auquel il n'aurait versé que la moitié. Le 1er septembre 2011, il est mis en état d'arrestation mais reste introuvable. Le 14 octobre 2011, c'est au tour du procureur de Bari de demander son arrestation. Il est mis en examen pour faux-témoignage sur les escorts fournies à Berlusconi.